# Емблема Південної Кореї
Державна емблема Республіки Корея (кор. 대한민국의 국장) була прийнята в 1963 році, складається із традиційно корейського символу, він же є на національному прапорі, оточений п'ятьома стилізованими пелюстками й стрічкою, з написом «Республіка Корея» (대한민국), офіційна назва країни на хангилі. Інь і Янь представляють мир і гармонію. Усі п'ять пелюсток мають значення й пов'язані з національною квіткою Кореї — гібіскусом.

## Галерея

Емблема Південної Кореї в 1948-1963 роках
Емблема Південної Кореї в 1963-1984 роках
Емблема Південної Кореї в 1984-1997 роках
Емблема Південної Кореї в 1997-2016 роках